# Альбиньязего
Альбиньязего (итал. Albignasego, вен. Bignàxego) — город и коммуна в Италии, располагается в провинции Падуя области Венеция.
Население составляет 19 990 человек (на 2004 г.), плотность населения составляет 952 чел./км². Занимает площадь 20,99 км². Почтовый индекс — 35020. Телефонный код — 00049.
Покровителем коммуны почитается святой апостол Фома, ежегодные празднования проводятся 3 июля.